# リッカルド・ザンドナーイ
リッカルド・ザンドナーイ（Riccardo Zandonai, 1883年5月30日 - 1944年6月5日）は、イタリアの作曲家。ダンテの『神曲』「地獄篇」を自由に翻案したオペラ『フランチェスカ・ダ・リミニ』によって名高い。

## 経歴
1883年、オーストリア＝ハンガリー帝国領であった南チロルのロヴェレートで生まれた。1894年にロヴェレートの音楽高等学校に入学したが中退した。1898年から1901年まで、ペーザロの音楽高等学校でピエトロ・マスカーニに作曲を師事した。卒業後はオーケストラや歌劇場のヴァイオリンおよびヴィオラ奏者として働いた。
1904年からミラノに住んだ。1908年にトリノでチャールズ・ディケンズ『炉ばたのこおろぎ』を原作とするオペラ Il grillo del focolare を上演したが、その楽譜の売れ行きがよかったことから、ミラノのリコルディ社はジャコモ・プッチーニが放棄した台本『コンチータ』（ピエール・ルイス『女と人形』が原作）に作曲することをザンドナーイに持ち掛けた。『コンチータ』は1911年にミラノで初演され、その後世界各地で上演された。リコルディ社はザンドナーイをプッチーニの後継者とみなすようになった。
次の作品『メレニス』は失敗に終わったが、リコルディ社は次にガブリエーレ・ダンヌンツィオと協力させて『フランチェスカ・ダ・リミニ』を作曲させた。この作品はトリノのレージョ劇場で1914年に初演され、同時期に上演されていた師のマスカーニのオペラ『パリジーナ』より高い人気を得た。
第一次世界大戦が勃発すると、ザンドナーイの国籍はオーストリアだったが、愛国歌『祖国のために』(Alla patria) を1915年に作曲するなどイタリア側に立ち、国家反逆罪で財産を没収された。
1916年に『コンチータ』のタイトル・ロールを歌ったタルクィニア・タルクィーニと結婚し、ペーザロに家を構えた。
その後1919年にペーザロで喜劇オペラ『窓から見た街並み』を、1922年にローマで『ジュリエッタとロメオ』を上演している。1925年には『エケブの騎士たち』がアルトゥーロ・トスカニーニの指揮でミラノのスカラ座で上演された。1928年には『ジュリアーノ』がナポリのサン・カルロ劇場で上演された。1933年の『恋の喜劇』が最後のオペラ作品になった。
その後は主に指揮者として活動し、また器楽曲や映画音楽の作曲、ロッシーニ作品の編曲などを行っている。
第二次世界大戦でドイツ軍に自宅を押収されてからモンバロッチョの修道院に住み、1944年に没した。遺体は1947年に生地のロヴェレートに移された。

## トゥーランドットの補筆
プッチーニが『トゥーランドット』の終幕を完成を見ないままに生涯最後の日々を迎えたころ、出版社のリコルディは、万一の場合の完成者に最もふさわしい人物として、ザンドナーイを候補に挙げた。プッチーニ自身もその案に賛成し、トスカニーニもそれを英断として褒め称えている。しかしながらプッチーニの息子トニオがその案を却下した。結局『トゥーランドット』を補筆したのはフランコ・アルファーノであったが、トスカニーニがアルファーノ実用版を手荒く扱ってから、それに倣ってアルファーノの補筆部分をカットして演奏することがこんにち広く普及している。

## 主要作品

### 歌劇
- 王者の杯 La coppa del re （1906年頃、未公開）
- 金の小鳥 L'uccellino d'oro （1907年）
- 炉ばたのコオロギ Il grillo del focolare （1908年）
- コンチータ Conchita （1911年）
- メレニス Melenis （1912年）
- フランチェスカ・ダ・リミニ（英語版） Francesca da Rimini （1914年）
- 窓越しの道 La via della finestra （1919年）
- ジュリエッタとロメオ Giulietta e Romeo （1922年）
- エケブの騎士たち I cavalieri di Ekebù （1925年）
- ジュリアーノ Giuliano （1928年）
- ある別れ Una partita （1933年）
- ばかげた恋 La farsa amorosa （1933年）
- くちづけ Il bacio （1944年、死に瀕して未完成）

### 管弦楽曲
- 白雪姫 Biancaneve (1939年）

### 声楽曲
- 多数